# Iniéstola
Iniéstola è un comune spagnolo di 24 abitanti situato nella comunità autonoma di Castiglia-La Mancia.